# Тори ди Сопра (Пјаченца)
Тори ди Сопра је насеље у Италији у округу Пјаченца, региону Емилија-Ромања.
Према процени из 2011. у насељу је живело 15 становника. Насеље се налази на надморској висини од 44 м.